# Мкива, Золани

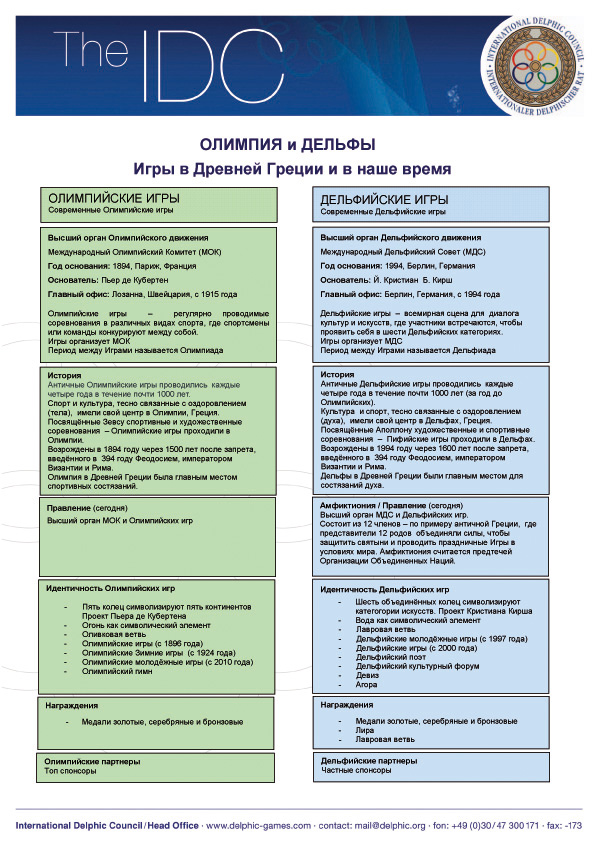
Сопоставление Олимпийских игр и Дельфийских игр

Зола́ни Мки́ва (англ. Zolani Mkiva; род. 1974, Восточно-Капская провинция) — южноафриканский поэт, музыкант, актёр и продюсер, председатель национального Дельфийского совета ЮАР (англ. National Delphic Council of South Africa) (NDCSA) и президент Африканского Дельфийского совета (англ. African Delphic Council ) (ADC), инициатор проведения общеафриканских Дельфийских игр.

## Жизненный путь
Золани родился в одном из беднейших городов Восточно-Капской провинции — Дутива. Его семья в народности коса принадлежит к известной линии ораторов и поэтов. В традиционном африканском обществе их называют имбонги, они соединяют в одном лице композитора и оратора, воспевающего всемирно известную личность или местную знаменитость. Имбонги увековечивают самую древнюю устную традицию Африки — прославляющее песнопение. В телеинтервью (6 сентября 2013) Мкива рассказал, что после получения в 1991 году аттестата зрелости он широко участвовал в общественных проектах как имбонги, стараясь в кратких поэтических фразах выражать настроения сообщества.
Во время политических преобразований в стране Золани Мкива почувствовал необходимость расширения своих знаний и решил продолжить учёбу в Университете Западно-Капской провинции. В 1994 году он получил степень бакалавра социальных наук, а в 1996 бакалавра (с отличием). Его исследования включают устные традиции, историю и вопросы национальной культуры, он стал теоретиком и практиком африканской поэзии, традиционной музыки, культуры ритуалов; открыл возможности использования своих стихов для музыкальных композиций, участвуя в концертах не только как имбонги, но и в качестве конферансье. Мкива обычно импровизирует по примеру джазовых музыкантов. Тексты своих поэтических сочинений он не публикует принципиально, так как предпочитает, чтобы его слушали, а не читали. Из этого его правила есть исключение.

## Творческие достижения
Золани Мкива впервые стал широко известен в 1990 году, когда будучи школьником, ярко и выразительно приветствовал в Транскее освобождение из тюрьмы Нельсона Манделы на пути его возвращения домой «Welcome Home». В 1991 году Золани уже называли «поэтом нации» (Imbongi Yesizwe), ещё через год (в 1992) он участвовал в торжественной церемонии награждения Уолтера Сисулу, известного политического деятеля ЮАР. В 1994 году инаугурация Нельсона Манделы — первого темнокожего президента ЮАР, в которой Золани Мкива тоже принимал участие, транслировалась по телеканалам всего мира.
На фестивале в Зимбабве Мкива удостоился звания «короля африканской поэзии» в 1995 году, он официально признан национальным поэтом Африки.
Золани Мкива был модератором на церемонии открытия международной конференции писателей в берлинском Доме культур мира, участвовал в многочисленных местных и всемирных мероприятиях (например, «Поэзия Африки 2000»), выступал совместно с музыкантами разных стран — Салифом Кейта, Анжеликой Киджо, Папой Вемба, Исмаэлем Ло, Баете и другими. Кроме звания «Поэт-лауреат Нельсона Манделы», Мкива неоднократно получал и международные награды — в 2001 году на интернациональном поэтическом фестивале в Роттердаме (англ. Poetry International Festival), в 2004 году на Всемирном турнире городских глашатаев в Англии (англ. World Tournament of Town Criers) и так далее.
В октябре 2009 года Золани Мкива (как председатель организации «Makhonya Royal Trust») для успеха ЧМ-2010 в ЮАР предложил провести церемонии жертвоприношения на всех 10 стадионах, чтобы получить благословение предков. Традиционный ритуал освящения главного стадиона в Йоханнесбурге проводили 300 местных шаманов, одетых в шкуры животных.
Не только Нельсона Манделу, но и других знаменитостей, которые боролись за независимость своих стран, Золани Мкива воспевал в своих выступлениях. Это Фидель Кастро на Кубе, Уго Чавес в Венесуэле, Муаммар Каддафи в Ливии, Сивусагуру Рангуламу в Маврикии, Кофи Аннан в ООН и другие. В фильме 2013 года Долгая дорога к свободе, основанном на автобиографии Нельсона Манделы, Золани Мкива снялся в роли Раймонда Мхлаба — одного из соратников по борьбе с апартеидом.

## Общественная деятельность
В настоящее время он — менеджер «Фонда Мкива» (англ. Mkiva Foundation), вручающего гуманитарные премии (англ. Mkiva Humanitarian Awards) и помогающего развитию сельских районов в условиях ограниченных ресурсов. Мкива продолжает также создавать свою музыку и активно участвует в возрождении нравственных ценностей общества.
В январе 2014 года Золани Мкива инициировал интернациональный проект «Поэтическая дань Нельсону Манделе» (англ. Poetry Tribute to Nelson Mandela), который предположительно может включить в общей сложности 95 стихотворений 95 поэтов из 95 стран мира
.

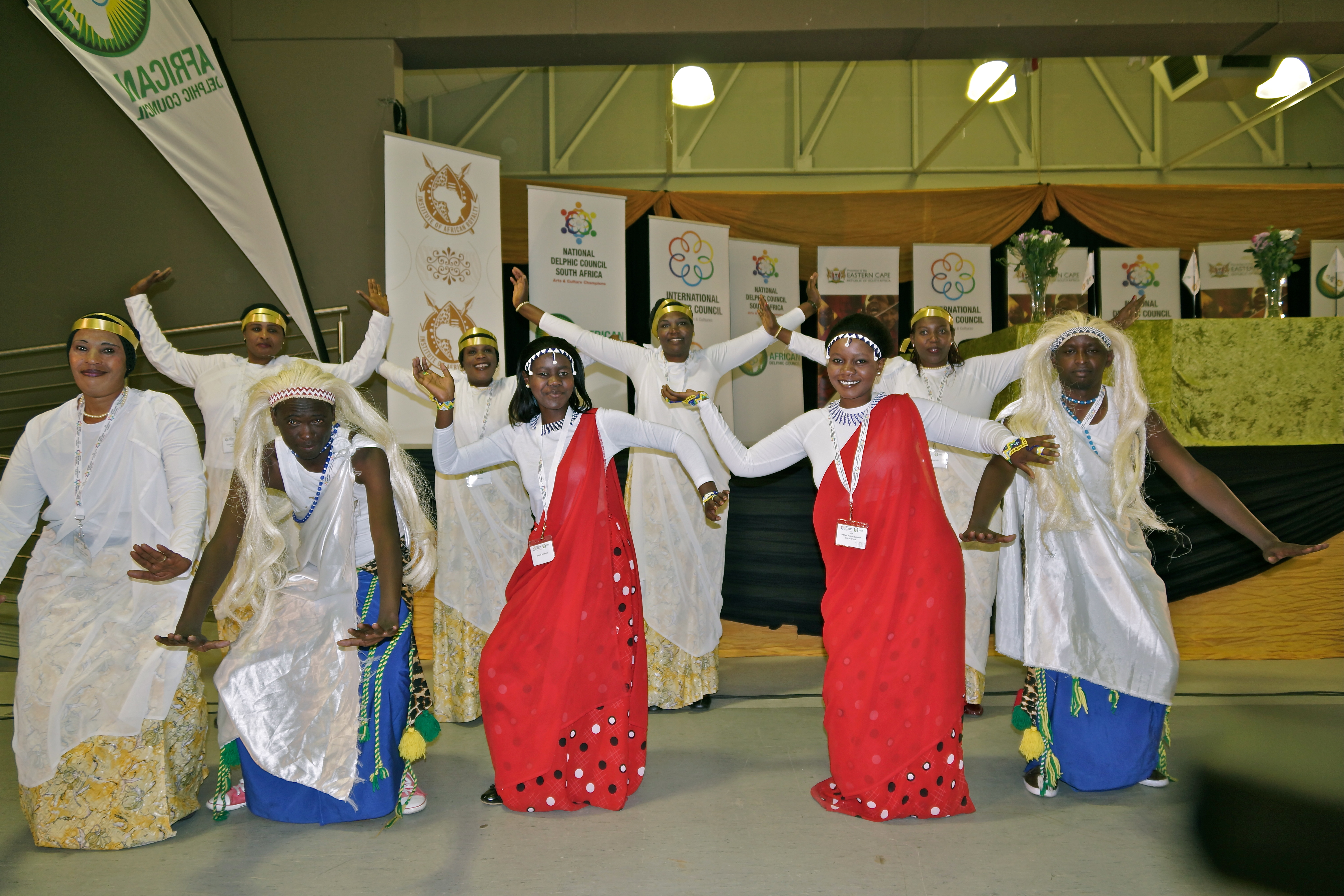
Национальные выступления на Дельфийском саммите в 2014 году

На специальном Дельфийском саммите в Ист-Лондоне, Умтате и Мфезо (июль 2014 года) Золани Мкива и Кристиан Кирш в рамках празднования двадцатилетия Международного Дельфийского совета, наряду с обзором накопленного опыта, обрисовали ближайшие перспективы Международных Дельфийских игр. Президент МДС Дивина Баутиста (Филиппины) торжественно объявила о предстоящей (ноябрь 2014) Африканской Дельфиаде в честь двадцатилетия победы демократии в ЮАР. Золани Мкива привлёк к активному участию в Дельфийском движении студентов Университета имени Уолтера Сисулу — Walter-Sisulu-Universität, которых интересует приоритет духовных ценностей и важность конструктивного диалога между различными культурами, о чём говорил в своем обращении к участникам Дельфийского саммита почётный президент МДС Спирос Меркурис (Греция).
Золани Мкива входит в состав попечительского совета Всемирного фонда ресурсов развития
«Дети Солнца» и участвует в работе глобального проекта — Международная миротворческая Ассамблея «Рождение мира».

## Титулы и награды (выборочно)
- 1989 — ЮАР — англ. Iimbongi Yesizwe Award
- 1994 — ЮАР — англ. Nelson Mandela Poet Laureate
- 1994 — Германия — англ. Winner of Die Woche Award
- 1995 — Зимбабве — англ. Prince of Afro-Poetry
- 2001 — Узбекистан — англ. The Sharq Toranolari
- 2003 — Чёрная Африка — англ. Best Traditional Artist in Africa
- 2003 — ЮАР — англ. Best National Poet, Art & Culture
- 2004 — Англия — англ. Champion of Oral Poetry
- 2006 — Дурбан — англ. Best Praise Poet – SATMA Award
- 2006 — ЮАР — англ. Mbhashe Cultural Award
- 2010 — ЮАР — англ. Life Time Achievement Award  SATMA
- 2011 — Индия — англ. Gurudwara Award

## Видеозаписи
- Praise poetry essential part of African DNA (06.09.2013) на YouTube (англ.)
- Zolani Mkiva singing Mandela praises (10.12.2013) на YouTube (англ.)